# Marinai (gioco)
Marinai (tedesco: Die Seefahrer) è la seconda delle espansioni per il gioco da tavolo I coloni di Catan, inventato da Klaus Teuber, attualmente distribuito in Italia dalla Giochi Uniti.

Probabilmente prevista inizialmente come parte del gioco base e poi messa da parte, quest'espansione aggiunge, con poche componenti extra, una variabilità di gioco piuttosto elevata.

La novità principale risiede nella possibilità di colonizzare non più una singola isola, ma un intero arcipelago.

Sfruttando gli scenari proposti, ognuno con piccole varianti nelle regole e nell'attribuzione dei Punti Vittoria extra, o inventandone degli altri a proprio piacere, è possibile creare mappe uniche e più complesse, che richiedono ogni volta un differente approccio strategico per essere affrontate.

Tra le altre novità si annoverano: le Navi, necessarie per raggiungere le isole lontane, i campi auriferi, in grado di produrre qualunque Materia Prima a scelta, e la temuta Nave dei Pirati.
Quest'espansione richiede il gioco originale I coloni di Catan per essere giocata. È compatibile con l'espansione Città & Cavalieri.
È possibile giocare in 5-6 giocatori, ma è necessaria sia l'espansione per 5-6 giocatori de I Coloni di Catan sia quella specifica per Marinai, entrambe vendute separatamente. La seconda è attualmente disponibile solo in lingua originale.

## Contenuto della Scatola
Contenuto dell'edizione italiana in legno:
- 14 elementi in cartone per il bordo;
- 24 esagoni di Terreno e Mare, divise in:
  - 12 Mari;
  - 3 Deserti;
  - 2 Fiumi Auriferi;
  - 2 Montagne (Minerale);
  - 2 Colline (Argilla);
  - 1 Campo (Grano);
  - 1 Foresta (Legno);
  - 1 Pascolo (Lana);
- 10 gettoni numerati in cartone;
- 8 Bandierine in cartone (Punti Vittoria);
- 12 segnalini Porto in carta;
- 60 Navi, divise nei quattro colori: bianco, arancione, blu e rosso;
- 1 pedina Nave Pirata;
- Regolamento.

## Regolamento di Gioco
Il regolamento di gioco è estremamente semplice, soprattutto perché è rimasto invariato rispetto al gioco originale di base. Le uniche differenze risiedono nella preparazione dello scenario di gioco e nelle regole aggiuntive riguardanti le Navi.

### Materiale necessario
Il materiale necessario al gioco consiste nell'intero contenuto della confezione Marinai e del gioco di base I Coloni di Catan.

Ciascuno scenario impiega un differente numero di esagoni di Terreni e Mari, ad ogni modo però tutti i pezzi necessari sono reperibili mescolando quelli contenuti in entrambe le confezioni. Unica eccezione è lo scenario Arcipelago di Catan che richiede il materiale di due scatole del gioco base (più il materiale di una singola espansione Marinai).
Di norma gli esagoni Porto non saranno impiegati, in quanto verranno sostituiti dai segnalini Porto contenuti in questa espansione.

### Preparazione dello Scenario
La preparazione del gioco è leggermente diversa dal gioco originale.

Mentre nel gioco base lo scenario consisteva in un'unica isola esagonale circondata dal mare, ora il mondo di Catan si estende oltre il mare inglobando più isole e avrà ora una più "normale" forma rettangolare.

Il Regolamento contenuto nella scatola propone una decina di scenari differenti. Per ognuno di essi viene mostrato come disporre le tessere dei Terreni e dei Mari, i Gettoni Numerati e i Porti impiegati. Oltre alle istruzioni di creazione dell'arcipelago vengono inoltre spiegate le eventuali regole speciali, relative al guadagno di Punti Vittoria extra, e le regole generali di vittoria.

Ad ogni modo i procedimenti di preparazione saranno più o meno sempre simili: preparare il bordo della mappa componendo, come mostrato, gli elementi in cartone, disporre all'interno del bordo i Terreni, i Mari e i Porti e in ultimo posizionare i Gettoni Numerati.

### Regole aggiuntive

#### Costruzione delle Navi
Oltre alle classiche costruzioni è ora possibile mettere in gioco delle Navi, pagando per ciascuna 1 pecora e 1 Legno.

Le Navi vengono impiegate per raggiungere altre isole attraversando il mare ed il loro impiego è simile a quello delle Strade.

Una Nave può essere piazzata lungo i lati degli esagoni delle tessere di mare, sia che siano tessere "in mare aperto" sia che siano tessere "costiere". Così come le Strade, anche le Navi non possono essere costruite ovunque. È possibile costruire Navi a contatto con altre Navi proprie, in modo da creare una sorta di rotta navale, o a contatto con una Colonia o Città costruite lungo la costa, in modo da iniziare una rotta navale. Non è possibile costruire Navi a contatto con delle Strade, a meno che non si costruisca prima una Colonia o una Città.

Allo stesso modo delle Strade, su ogni lato di un esagono di Mare è possibile costruire una sola Nave. Similmente, lungo un tratto costiero è possibile costruire o una Nave o una Strada, non entrambe.
Quando una rotta navale, costituita da una serie di Navi a contatto, raggiunge un incrocio libero, è possibile costruire una Colonia.

#### Spostamento delle Navi
Durante il proprio turno, ciascun giocatore ha la possibilità di spostare una delle sue Navi (seguendo le normali regole per il posizionamento).

Affinché cioè sia possibile è necessario che la Nave che si vuole spostare abbia un estremo libero (cioè sia all'estremo di una linea marittima) e sia stata piazzata in un turno precedente.

Se il giocatore ha già spostato una Nave in quel turno non può spostarne delle altre.

#### CertificatoStrada più lunga
Nel conteggio della Strada più lunga si tiene conto sia delle Navi che delle Strade. Affinché sia possibile contare Navi e Strade come parte di un unico tratto è però necessario costruire nell'intersezione una Colonia o una Città.

#### Carte Sviluppo
Le carte Sviluppo che permettono di rimuovere o costruire gratuitamente Strade permettono anche, quando giocate con quest'espansione, di rimuovere o costruire similmente anche delle Navi.

#### Fiume Aurifero
Con quest'espansione è stato introdotto un nuovo tipo di Terreno: il Fiume Aurifero (o anche Campo d'Oro).

Questo Terreno produce oro, direttamente impiegabile per acquistare Materie Prime. Nel contesto di gioco ciò si traduce nel fatto che quando questo Terreno produce, i giocatori che ne hanno diritto prendono una Materia Prima a scelta. (Una Colonia fa pescare 1 Materia Prima, una Città 2 Materie prime e così via. Le Materie Prime pescate sono generalmente tutte dello stesso tipo.)

#### Nave dei Pirati
La Nave dei Pirati assume lo stesso comportamento del Brigante sugli esagoni di Mare.

Inizialmente la Nave non viene messa in gioco. Quando un giocatore ottiene "7" ai dadi, ha diritto di scegliere se spostare il Brigante o se spostare la Nave dei Pirati. In quest'ultimo caso, egli deve pescare una carta dalla mano di un giocatore che ha una Nave lungo i lati dell'esagono su cui sono stati spostati i Pirati. Attorno all'esagono su cui si trovano i Pirati non possono essere ne costruite ne spostate delle Navi.

Le carte Cavaliere possono essere impiegate per spostare il Brigante o la Nave dei Pirati.

#### Variazione nella preparazione iniziale delle Colonie
A inizio partita, al momento di piazzare le prime due Colonie in un punto qualsiasi della mappa, i giocatori che costruiscono lungo una costa possono scegliere se piazzare una Strada oppure una Nave.

#### Condizioni di Vittoria
La partita finisce quando un giocatore raggiunge il numero di Punti Vittoria indicato per lo scenario utilizzato. Tale numero varia da scenario a scenario.
In base allo scenario impiegato possono essere presenti Punti Vittoria extra, conseguibili soddisfacendo particolari condizioni indicante nel Manuale. Un giocatore che consegue un Punto Vittoria extra ottiene una Bandierina in cartone a testimonianza del punto ottenuto.